# Художественный музей Аргау
Худо́жественный музе́й Арга́у (Арга́уский худо́жественный музе́й, Кунстха́ус Арга́у; нем. Aargauer Kunsthaus) — художественная галерея в городе Арау (кантон Аргау, Швейцария), основанная в 1956 и открытая в 1959 году. Поддерживается властями кантона и Художественной ассоциацией Аргау (нем. Aargauische Kunstverein), основанной в 1860 году. 
Музей располагается в здании, построенном в 1956—1959 годах по проекту баденского архитектурного бюро Loepfe, Hänni & Haenggli. В коллекции музея — произведения искусства, созданные начиная с XVIII века и до наших дней.